# Echinopogon intermedius
Echinopogon intermedius är en gräsart som beskrevs av Charles Edward Hubbard. Echinopogon intermedius ingår i släktet Echinopogon och familjen gräs. Inga underarter finns listade i Catalogue of Life.